# Harry Macdonough

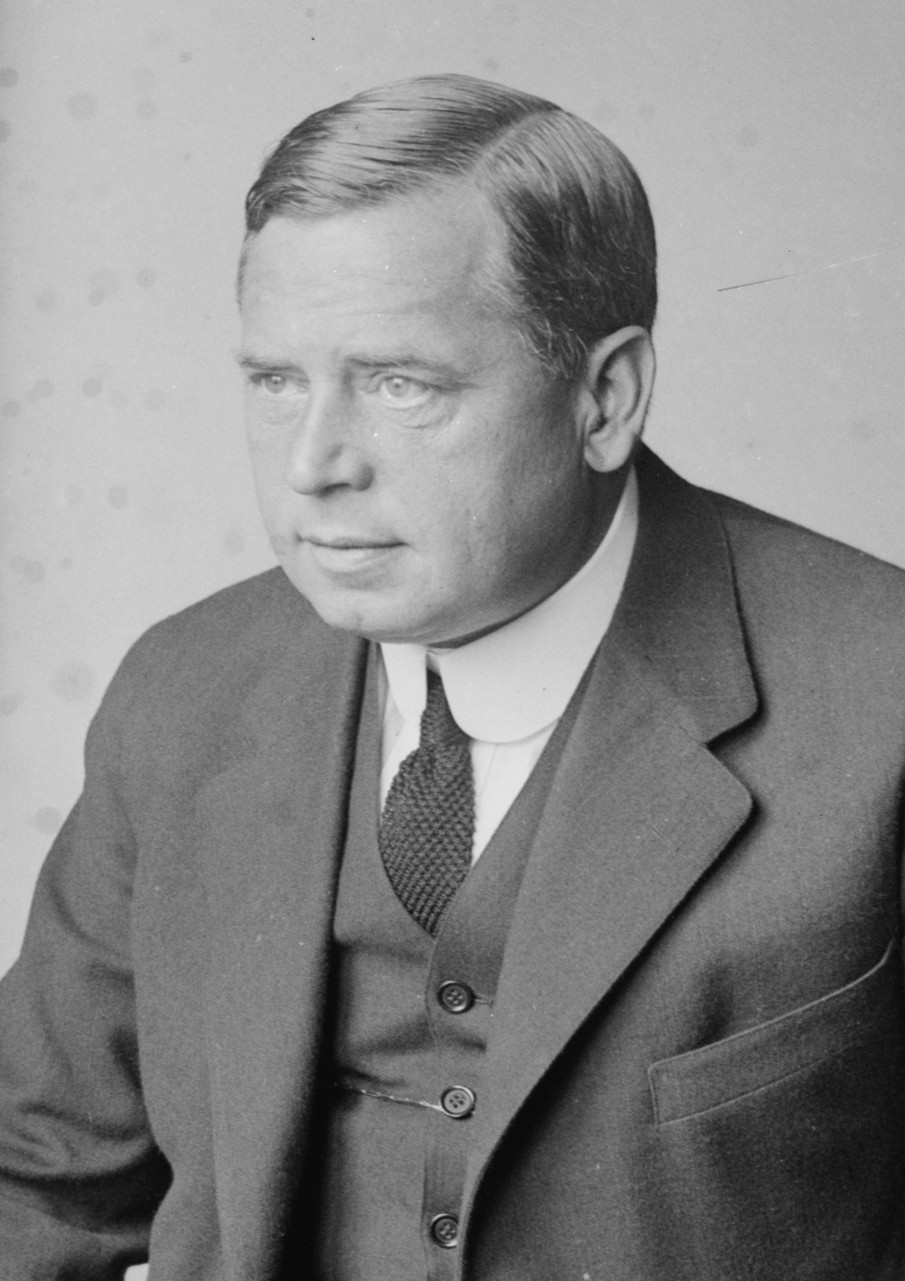
Harry Macdonough

John Scantlebury Macdonough (* 30. Mai 1871 in Hamilton, Ontario; † 26. September 1931 in New York City) war ein kanadischer Sänger (Tenor).

## Leben
Macdonough begann seine musikalische Laufbahn als Solosänger von Kirchenmusik. Später wandte er sich populären romantischen Balladen zu und änderte seinen Namen in Harry Macdonough. 1898 realisierte er seine ersten Aufnahmen bei der Michigan Electric Company in Detroit. Neben seiner solistischen Tätigkeit war er ab 1899 Zweiter Tenor des Edison Male Quartet (später Haydn Quartet; mit John H. Bieling, S. H. Dudley und William F. Hooley).
Mit dem Hayd(e)n Quartet nahm er bei der Berliner Gramophone Company und Victor Records auf. Als Sänger der Victor Company arbeitete er auch mit dem Victor Mixed Chorus, der Light Opera, dem Victor Opera Trio, Quartet und Sextet zudem mit dem Lyric Trio und Quartet und dem Orpheus Quartet zusammen. Während seiner aktiven Zeit als Sänger bis 1920 entstanden hunderte von Solo-, Duett und Ensembleaufnahmen, darunter Titel wie Tell Me Pretty Maiden (mit Grace Spencer), Hiawatha und Annie Laurie (mit dem Haydn Quartet) und By the Light of the Silv'ry Moon (mit dem Haydn Quartet und Billy Murray).
Nach dem Ende seiner sängerischen Laufbahn war er bis 1922 Manager bei der Victor Talking Machine Company und hatte bis 1925 die Leitung für Künstler und Repertoire inne. Bis zu seinem Tode 1931 war er Direktor der Aufnahmestudios von Columbia Records.